# Maians
|  | Aquest article tracta sobre el poble del Bages. Vegeu-ne altres significats a «Maians (illa)». |

Maians és un poble i parròquia rurals del municipi de Castellfollit del Boix, a la comarca catalana del Bages. El 2006 tenia 68 habitants.
Situat al límit amb l'Anoia, al peu del coll Gossem, fou un antic hostal al camí d'Igualada a Manresa. Resten ruïnes de la primitiva església romànica de Sant Andreu sobre la qual s'hi construí l'església parroquial a la fi del segle xviii. El castell de Maians, documentat el 967, fou des de la seva fundació una possessió del monestir de Sant Benet de Bages.
Dins del nucli de Maians hi ha la petita escola CEIP de Maians.